# Ceratina ahngeri
Ceratina ahngeri là một loài Hymenoptera trong họ Apidae. Loài này được Kokujev mô tả khoa học năm 1905.